# Apamea cuculliformis
Apamea cuculliformis är en fjärilsart som beskrevs av Augustus Radcliffe Grote 1875. Apamea cuculliformis ingår i släktet Apamea och familjen nattflyn. Inga underarter finns listade i Catalogue of Life.